# Liste der Stolpersteine in Valkenburg aan de Geul
Die Liste der Stolpersteine in Valkenburg aan de Geul umfasst die Stolpersteine, die vom deutschen Künstler Gunter Demnig in der Gemeinde Valkenburg aan de Geul in der niederländischen Provinz Limburg verlegt wurden. Stolpersteine sind Opfern des Nationalsozialismus gewidmet, all jenen, die vom NS-Regime drangsaliert, deportiert, ermordet, in die Emigration oder in den Suizid getrieben wurden. Demnig verlegt für jedes Opfer einen eigenen Stein, im Regelfall vor dem letzten selbst gewählten Wohnsitz.
Die ersten Verlegungen im Gemeindegebiet fanden am 7. November 2014 statt.

## Verlegte Stolpersteine
In Valkenburg aan de Geul wurden 42 Stolpersteine an sechzehn Anschriften verlegt.
| Stolperstein | Übersetzung                                                                                                | Verlegort              | Name, Leben                                        |
| ------------ | --- | ---------------------- | -------------------------------------------------- |
|              | HIER WOHNTE JOSEF BENEDIK GEB. 1876 ERMORDET 14.5.1943 SOBIBOR                                             | Wilhelminalaan 25      | Joseph Benedik (1876–1943)                         |
|              | HIER WOHNTE LIZA BENEDIK GEB. 1877 ERMORDET 14.5.1943 SOBIBOR                                              | Wilhelminalaan 25      | Liza Benedik (1877–1943)                           |
|              | HIER WOHNTE ROBERT BENEDIK GEB. 1907 ERMORDET 15.1.1943 SPYTKOWICE                                         | Wilhelminalaan 23      | Robert Benedik (1907–1943)                         |
|              | HIER WOHNTE RUDOLF BENEDIK GEB. 1911 ERMORDET 31.12.1942 SPYTKOWICE                                        | Wilhelminalaan 23      | Rudolf Benedik (1911–1942)                         |
|              | HIER WOHNTE WALTER BENEDIK GEB. 1920 ERMORDET 2.7.1943 SOBIBOR                                             | Wilhelminalaan 25      | Walter Benedik (1920–1943)                         |
|              | HIER WOHNTE BERTHA BENEDIK- HEIJSER GEB. 1885 ERMORDET 14.5.1943 SOBIBOR                                   | Wilhelminalaan 25      | Bertha Benedik-Heijser (1885–1943)                 |
|              | HIER WOHNTE MATHILDE BENEDIK- HEIJSER GEB. 1876 ERMORDET 14.5.1943 SOBIBOR                                 | Wilhelminalaan 23      | Mathilde Benedik-Heijser (1876–1943)               |
|              | HIER WOHNTE ALBERT CAHN GEB. 1921 DEPORTIERT 1943 AUS WESTERBORK ERMORDET 12.8.1943 NEUKIRCH               | Grendelplein 7         | Albert Cahn (1921–1943)                            |
|              | HIER WOHNTE BERTHA CAHN GEB. 1918 DEPORTIERT 1942 AUS WESTERBORK ERMORDET 19.11.1942 AUSCHWITZ             | Grendelplein 7         | Bertha Cahn (1918–1942)                            |
|              | HIER WOHNTE DANIEL CAHN GEB. 1875 DEPORTIERT 1943 AUS WESTERBORK ERMORDET 14.5.1943 SOBIBOR                | Grendelplein 7         | Daniël Cahn (1875–1943)                            |
|              | HIER WOHNTE GEORGES CAHN GEB. 1915 DEPORTIERT 1944 AUS WESTERBORK ERMORDET 31.3.1944 MITTELEUROPA          | Grendelplein 7         | Georges Cahn (1915–1944)                           |
|              | HIER WOHNTE KAREL CAHN GEB. 1881 DEPORTIERT 1943 AUS WESTERBORK ERMORDET 14.5.1943 SOBIBOR                 | Daalhemerweg 8         | Karel Cahn (1881–1943)                             |
|              | HIER WOHNTE LOUIS CAHN GEB. 1878 DEPORTIERT 1943 AUS WESTERBORK ERMORDET 14.5.1943 SOBIBOR                 | Daalhemerweg 8         | Louis Cahn (1878–1943)                             |
|              | HIER WOHNTE ELISE CAHN-CAHN GEB. 1887 DEPORTIERT 1943 AUS WESTERBORK ERMORDET 14.5.1943 SOBIBOR            | Grendelplein 7         | Elise Cahn-Cahn (1887–1943)                        |
|              | HIER WOHNTE FRITS COHEN GEB. 1929 DEPORTIERT 1942 AUS WESTERBORK AUSCHWITZ ERMORDET 31.8.1942              | Berkelstraat 15        | Frits Cohen (1929–1942)                            |
|              | HIER WOHNTE ROSEL COHEN GEB. 1925 DEPORTIERT 1942 AUS WESTERBORK ERMORDET 31.8.1942 AUSCHWITZ              | Berkelstraat 15        | Rosel Cohen (1925–1942)                            |
|              | HIER WOHNTE MARGARETHE COHEN-ABRAHAM GEB. 1900 DEPORTIERT 1942 AUS WESTERBORK ERMORDET 31.8.1942 AUSCHWITZ | Berkelstraat 15        | Margaretha Cohen-Abraham (1900–1942)               |
|              | HIER WOHNTE EVA COK-DE WILDE GEB. 1916 DEPORTIERT 1942 AUS WESTERBORK ERMORDET 10.9.1942 AUSCHWITZ         | Walravenstraat 6       | Eva Cok-de Wilde (1916–1942)                       |
|              | HIER WOHNTE LEIB EISENBERG GEB. 1890 ERMORDET 22.10.1942 AUSCHWITZ                                         | Emmalaan 29            | Leib Eisenberg (1890–1942)                         |
|              | HIER WOHNTE MARIA EISENBERG- GOLDBERG GEB. 1900 ERMORDET 11.2.1944 AUSCHWITZ                               | Emmalaan 29            | Maria Eisenberg-Goldberg (1900–1944)               |
|              | HIER WOHNTE MOZES FRIESEM GEB. 1871 ERMORDET 11.6.1943 SOBIBOR                                             | Wilhelminalaan 44      | Mozes Friesem (1871–1943)                          |
|              | HIER WOHNTE SETTA FRIESEM- LAMBERT GEB. 1880 ERMORDET 11.6.1943 SOBIBOR                                    | Wilhelminalaan 44      | Setta Friesem-Lambert (1880–1943)                  |
|              | HIER WOHNTE ALICE GEBHARD- ROSENWALD GEB. 1901 ERMORDET 21.1.1945 AUSCHWITZ                                | Grotestraat Centrum 31 | Alice Gebhard-Rosenwald (1901–1945)                |
|              | HIER WOHNTE FERDINAND GOTTSCHALK GEB. 1897 ERMORDET 31.3.1944 MITTELEUROPA                                 | Neerhem 45             | Ferdinand Gottschalk (1897–1944)                   |
|              | HIER WOHNTE RUDI GOTTSCHALK GEB. 1926 ERMORDET 31.3.1944 MITTELEUROPA                                      | Neerhem 45             | Rudi Gottschalk (1926–1944)                        |
|              | HIER WOHNTE JOHANNA GOTTSCHALK-BAUM GEB. 1896 ERMORDET 7.9.1942 AUSCHWITZ                                  | Neerhem 45             | Johanna Gottschalk-Baum (1896–1942)                |
|              | HIER WOHNTE JOZEF GÜNSBERG GEB. 1895 ERMORDET 31.8.1942 AUSCHWITZ                                          | Koningswinkelstraat 7  | Jozef Günsberg (1895–1942)                         |
|              | HIER WOHNTE CURT HIRSCHBERG GEB. 1900 ERMORDET 23.8.1943 BLECHHAMMER                                       | Broekhem 95            | Curt Hirschberg (1900–1943)                        |
|              | HIER WOHNTE JACOB JACOBS GEB. 1919 ERMORDET 31.12.1942 SPYTKOWICE                                          | Nieuweweg 14           | Jacob Jacobs (1919–1942)                           |
|              | HIER WOHNTE SALOMON JACOBS GEB. 1921 ERMORDET 15.1.1943 SPYTKOWICE                                         | Nieuweweg 14           | Salomon Jacobs (1921–1943)                         |
|              | HIER WOHNTE ROSA JACOBS-CAHN GEB. 1879 ERMORDET 6.9.1944 AUSCHWITZ                                         | Nieuweweg 14           | Rosa Jacobs-Cahn (1879–1944)                       |
|              | HIER WOHNTE IZAAK DE JONG GEB. 1888 ERMORDET 31.8.1942 AUSCHWITZ                                           | Wehryweg 25            | Izaak de Jong (1888–1942)                          |
|              | HIER WOHNTE LIENA DE JONG- DRIELSMA GEB. 1887 ERMORDET 31.8.1942 AUSCHWITZ                                 | Wehryweg 25            | Hesselina de Jong-Drielsma (1887–1942), auch Liena |
|              | HIER WOHNTE FRIEDA KOPF GEB. 1911 DEPORTIERT 1942 AUS WESTERBORK ERMORDET 9.11.1942 AUSCHWITZ              | Muntstraat 9           | Frieda Kopf (1911–1942)                            |
|              | HIER WOHNTE ESTER KOPF- WEINREB GEB. 1882 DEPORTIERT 1943 AUS WESTERBORK SOBIBOR ERMORDET 23.7.1943        | Muntstraat 9           | Ester Kopf-Weinreb (1882–1943)                     |
|              | HIER WOHNTE BEN SAJET GEB. 1926 DEPORTIERT 1944 AUS WESTERBORK ERMORDET 31.3.1944 MITTELEUROPA             | Berkelstraat 32        | Ben Sajet (1926–1944)                              |
|              | HIER WOHNTE LEVIE SAJET GEB. 1890 DEPORTIERT 1942 AUS WESTERBORK ERMORDET 19.11.1942 AUSCHWITZ             | Berkelstraat 32        | Levie Sajet (1890–1944)                            |
|              | HIER WOHNTE GRIETJE SAJET-WEINIGER GEB. 1890 DEPORTIERT 1942 AUS WESTERBORK ERMORDET 19.11.1942 AUSCHWITZ  | Berkelstraat 32        | Grietje Sajet-Weiniger (1890–1944)                 |
|              | HIER WOHNTE JACQUES SAMUEL GEB. 1875 ERMORDET 1.10.1942 AUSCHWITZ                                          | Nieuweweg 25           | Jacques Samuël (1875–1942)                         |
|              | HIER WOHNTE BERTHA SAMUEL- GOLDSTEIN GEB. 1875 ERMORDET 1.10.1942 AUSCHWITZ                                | Nieuweweg 25           | Bertha Samuel-Goldstein (1887–1942)                |
|              | HIER WOHNTE SERVAAS SOESMAN GEB. 1855 GESTORBEN 26.5.1943 MAASTRICHT                                       | Berkelstraat 15        | Servaas Soesman (1855–1943)                        |
|              | HIER WOHNTE EMMA SOESMAN-HORN GEB. 1870 ERMORDET 23.4.1943 VUGHT                                           | Berkelstraat 15        | Emma Soesman-Horn (1870–1943)                      |

## Verlegedaten
- 7. November 2014: 18 Stolpersteine an den Adressen Berkelstraat 15 und 32, Daalhemerweg 8, Grendelplein 7, Muntstraat 9, Walravenstraat 6
- 10. Juni 2016: Zwölf Stolpersteine an den Adressen Broekhem 95, Grotestraat Centrum 31, Koningswinkelstraat 7, Neerhem 45, Nieuweweg 14 und 25, Wehryweg 25
- 5. Oktober 2017: Elf Stolpersteine an den Adressen Wilhelminalaan 23, 25 und 44, Emmalaan 29[62]